# Stuart Little 3: Call of the Wild
Stuart Little 3: Call of the Wild is een Amerikaans-Canadese direct-naar-dvd-animatiefilm uit 2005. In tegenstelling tot de voorgangers van deze film, werd deze film volledig geanimeerd.

## Verhaal
De Littles gaan kamperen. Een vriend van Snowbell, de kat Monty, gaat stiekem mee. Stuart geraakt bevriend met een stinkdier genaamd Reeko, maar Reeko verraadt hem waardoor Snowbell gevangen genomen wordt door een wezen genaamd The Beast (Nederlands: het beest). Vervolgens probeert Stuart om Snowbell te redden. Dit vlot niet totdat Reeko tot inkeer komt en hen komt helpen met andere dieren uit het bos. Dit resulteert in het gevangen nemen van The Beast waarna het wezen (een poema) wordt afgevoerd naar een dierentuin. De Littles gaan vervolgens terug naar huis.

## Stemverdeling
| Acteur          | Personage                   |
| --------------- | --------------------------- |
| Michael J. Fox  | Stuart Little, een muis     |
| Geena Davis     | Eleanor Little              |
| Hugh Laurie     | Frederick Little            |
| Corey Padnos    | George Little               |
| Kevin Schon     | Snowbell, een kat           |
| Wayne Brady     | Reeko, een stinkdier        |
| Virginia Madsen | The Beast, de antagonist    |
| Peter MacNicol  | Groepsleider                |
| Tara Strong     | Brooke, vriendin van George |
| Sophia Paden    | Konijn                      |
| Rino Romano     | Monty, een kat              |